# Leptospermum turbinatum
Espèce
Classification phylogénétique
Leptospermum turbinatum ou shiny tea-tree (arbre à thé brillant en français) est une espèce de plantes à fleurs de la famille des Myrtaceae. C'est un arbuste endémique au Parc national des Grampians et dans les chaînes voisines de Victoria, en Australie.

## Description
Leptospermum turbinatum est un arbuste étalé qui atteint généralement une hauteur de 1–3 m. Il a une écorce fine et rugueuse avec des poils courts et doux sur les tiges les plus jeunes. Les feuilles sont aromatiques, elliptiques à lancéolées avec l'extrémité la plus étroite vers la base, elles sont de 10–25 mm de long et de 3–8 mm de large avec une pointe et se rétrécissant en un court pétiole. Les fleurs sont blanches, d'environ 25 mm de large et disposées individuellement sur des branches latérales feuillues. La coupe florale est couverte de poils longs et soyeux, d'environ 3 mm de long se rétrécissant en un court pédicelle. Les sépales sont également poilus, longs triangulaires et longs de 5–7 mm. Les cinq pétales mesurent environ 12 mm de long et les étamines environ 5 mm de long. La floraison a lieu principalement en novembre et le fruit est une capsule 7–11 mm de large avec les restes des sépales attachés et qui reste sur la plante à maturité,,.

## Taxonomie et dénomination
Leptospermum turbinatum a été formellement décrit pour la première fois par Joy Thompson dans le Journal « Telopea » en 1989 sur la base de spécimens collectés en 1952 sur Mackays Peak dans la chaîne Serra, dans le Parc national des Grampians,. L'épithète spécifique fait référence à la forme du fruit.
L'espèce a un synonyme : Leptospermum nitidum auct. non Hook.f.: Willis, J.H. (1973)

## Répartition et habitat
L'arbre à thé brillant pousse sur les pentes rocheuses de grès et à proximité des affleurements de granit dans le parc national des Grampians et dans les montagnes voisines,.